# Walter Rahm
Walter Rahm (17 de abril de 1954) es un deportista suizo que compitió en bobsleigh en las modalidades doble y cuádruple. Ganó tres medallas en el Campeonato Europeo de Bobsleigh, en los años 1980 y 1981.

## Palmarés internacional
| Campeonato Europeo | Campeonato Europeo   | Campeonato Europeo | Campeonato Europeo |
| Año                | Lugar                | Medalla            | Prueba             |
| ------------------ | -------------------- | ------------------ | ------------------ |
| 1980               | Sankt Moritz (Suiza) | Medalla de oro     | Doble              |
| 1980               | Sankt Moritz (Suiza) | Medalla de bronce  | Cuádruple          |
| 1981               | Igls (Austria)       | Medalla de oro     | Doble              |